# Kaweco
La KaWeCo - Federhalter-Fabrik Koch, Weber & Co è una fabbrica produttrice di strumenti da scrittura con sede in Norimberga.

## Storia
La Kaweco deriva dalla "Heidelberger Federhalterfabrik" ossia "Fabbrica di cannucce portapennini di Heidelberg", fondata nel 1883. Nel 1889 i commercianti Heinrich Koch e Rudolph Weber la trasformarono nella società "Heidelberger Federhalter-Fabrik Koch, Weber & Co.", grazie alla quale Heidelberg sarebbe diventata successivamente il fulcro dell'industria tedesca delle penne stilografiche. La produzione iniziò con i marchi Kaweco, Omega e Perkeo, i cui pennini venivano acquistati dall'azienda americana Morton.
Le penne stilografiche erano dotate di un sistema di sicurezza che consentiva, tramite un meccanismo ad avvitamento, di abbassare il pennino per scrivere e di inserirlo nuovamente nel fusto dopo l'uso. Si presume che la Kaweco sia stata la prima azienda tedesca a produrre questo sistema. Oltre alle penne stilografiche, la gamma di prodotti comprendeva una serie di asticciole, portamine, inchiostri, bottigliette per la ricarica, astucci in pelle e alcuni tra i primi modelli di pennarelli e pennini tubolari cavi.
Dopo la prima guerra mondiale la Kaweco iniziò con successo a sviluppare la propria produzione di pennini in oro per rendersi indipendente dal mercato americano. L'inflazione degli anni venti del Novecento mise in crisi l'azienda, divenuta nel frattempo una società per azioni. Un salvataggio tentato nel 1928 fallì a causa dell'insufficiente apporto di capitale. Nel 1929 l'azienda, che ormai contava 200 dipendenti, dovette avviare la procedura di fallimento nonostante l'ampio portafoglio d'ordini.
Nell'agosto del 1929 la società venne rilevata dalla "Badische Füllfederfabrik Worringen und Grube" ("Fabbrica di penne stilografiche del Baden di Worringen e Grube") di Wiesloch, nei pressi di Heidelberg. La Kaweco fu probabilmente il primo produttore tedesco a puntare su un processo di produzione basato sullo stampaggio a iniezione. Grazie a questo procedimento, all'inizio degli anni trenta furono costruite le prime penne stilografiche a stantuffo, immesse sul mercato con i nomi Dia, Elite, Kadett, Carat e Sport. In Germania la Kaweco riforniva i negozi specializzati, i grossisti di articoli pubblicitari e, tramite le proprie rappresentanze, anche diversi mercati esteri. Durante la seconda guerra mondiale la produzione continuò, anche se con volumi minori.
Nel 1947 l'attività riprese a pieno regime. Nel 1950 l'azienda, diretta da Friedrich Grube e dai suoi figli, sfiorò la soglia di 230 dipendenti dell'anteguerra, concentrandosi soprattutto sull'export. Friedrich Grube morì nel 1960 all'età di 63 anni. La vedova e i figli continuarono l'attività, ma non furono in grado di contrastarne il lento declino. La gamma di prodotti venne ancora una volta adeguata al gusto dell'epoca, con una linea aerodinamica dai pennini parzialmente coperti. Il modello "Sport", nella fascia di prezzo media, fu il maggior venduto. Nel 1970 l'azienda fu costretta a fermare la produzione.
Una parte della famiglia Grube ebbe la possibilità di acquistare nome, macchine e brevetti e riavviò la produzione con l'aiuto di alcuni dipendenti. Nel 1972, in occasione dei giochi olimpici di Monaco, il modello "Sport" fu presentato con un'apposita moneta olimpica. L'ultimo modello sviluppato, il modello Sport in versione portacartucce, fu venduto tra l'altro alla Deutsche Bundespost (Poste tedesche) per scopi pubblicitari. Nel 1981 la Kaweco dovette chiudere definitivamente.
Nel 1995 l'azienda h & m gutberlet GmbH acquistò i diritti del marchio "Kaweco". Nel contempo fu sviluppata la serie "Sport", ispirata allo stile dei modelli originali degli anni Trenta. Per la commercializzazione fu siglato un accordo con la Diplomat, che tuttavia fu acquisita a sua volta dalla Herlitz verso la fine degli anni novanta. Da allora la h & m gutberlet GmbH sta espandendo una propria rete di vendita.
Oggi la Kaweco è tornata a essere presente in Germania, Austria, Spagna, Inghilterra, Belgio/Lussemburgo, Svezia, USA, Australia, Giappone, Corea e Hong Kong/Macao; altri Paesi seguiranno presto.
Su questi mercati hanno avuto successo le linee "Kaweco Perkeo", "Kaweco Sport", "Kaweco Dia", "Kaweco Elite", "Kaweco Student" e "Kaweco Liliput" che si riallacciano alla lunga traduzione di Kaweco.